# Territoriale prelatuur Batanes
De territoriale prelatuur Batanes (Latijn: Praelatura Territorialis Batanensis) is een rooms-katholieke territoriale prelatuur met als zetel Basco, hoofdstad van de provincie Batanes, op de Filipijnen. De territoriale prelatuur is suffragaan aan het aartsbisdom Tuguegarao. 

## Geschiedenis
De territoriale prelatuur werd opgericht op 30 november 1950, als de territoriale prelatuur Batanes and the Babuyan Islands, uit delen van het bisdom Tuguegarao, en was suffragaan aan het aartsbisdom Manilla. In 2002 veranderde het van naam naar territoriale prelatuur Batanes. Het veranderde meermaals van kerkprovincie en werd achtereenvolgens suffragaan aan het aartsbisdom Nueva Segovia (1951), Tuguegarao (1974), Nueva Segovia (2002) en Tuguegarao (2018). 

## Parochies
De territoriale prelatuur had in 2021 een oppervlakte van 784 km2 en telde 18.996 inwoners waarvan 93,0% rooms-katholiek was.

## Prelaten
- Peregrin de la Fuente Néstar (2 juli 1951 - 14 mei 1966)
- Mario de Leon Baltazar (18 november 1966 - 1995)
- Jose Paala Salazar (25 april 1996 - 23 november 2002)
- Camilo Diaz Gregorio (13 september 2003 - 20 mei 2017)
- Danilo Bangayan Ulep (20 mei 2017 - heden)

## Galerij van afbeeldingen

Wapen van de territoriale prelatuur

Tuguegarao (aartsbisdom) · Batanes (territoriale prelatuur) · Bayombong · Ilagan